# Roude Léiw
De Roude Léiw (Der rote Löwe) ist der landläufige Name der Zivilflagge von Luxemburg. Im erweiterten Sinne kann damit auch das Wappentier Luxemburgs gemeint sein, welches oft als Logo oder Symbol für verschiedenste Dinge benutzt wird welche im Zusammenhang mit Luxemburg stehen.
Die Flagge zeigt einen roten Löwen mit goldener Krone auf einem Hintergrund aus zehn horizontalen blau-weißen Streifen.
Da die Ursprünge der Flagge bis ins Mittelalter zurückreichen, wird der Roude Léiw als eines der ältesten traditionellen Symbole Luxemburgs angesehen.
In der Bevölkerung ist er ein beliebtes Symbol für die Identität der Luxemburger. Die Zivilflagge wird bei vielen Events wie Sport- oder Musikveranstaltungen der Nationalflagge vorgezogen wegen der Verwechslungsmöglichkeit mit der Flagge der Niederlande.

Nationalflagge Luxemburgs (Trikolore "Rout-Wäiss-Blo")
Flagge der Niederlande

## Verwendung
Generell wird der Roude Léiw für alle Zwecke verwendet, wo die Flagge unmissverständlich als jene von Luxemburg erkannt werden muss.
Diese Notwendigkeit ergibt sich aus dem Umstand, dass die rot-weiß-blaue Trikolore als Nationalflagge eine große Ähnlichkeit zur Flagge der Niederlande aufweist. Beide Flaggen unterscheiden sich lediglich in ihren Farbschattierungen. In Bereichen, wo Flaggen als wichtiges Kennzeichnungsmerkmal fungieren, wie beispielsweise der Seefahrt oder der Luftfahrt, kann dies zu weitreichenden Missverständnissen führen. Aus diesem Grund wurde der Roude Léiw im Jahre 1972 zusätzlich zur Nationalflagge als Luft- und Schifffahrtsflagge eingeführt.
Artikel 232bis des Code pénal (Strafgesetzbuch) stellt die unerlaubte Nutzung der Luft- und Schifffahrtsflagge zu betrügerischen, geschäftlichen, industriellen oder kommerziellen Zwecken unter Strafe und ahndet diese mit einer Freiheitsstrafe von acht Tagen bis drei Monaten und einer Geldstrafe von 251 bis 5000 Euro.

### Luft- und Schifffahrt
Laut Artikel 1 vom Gesetz vom 9. November 1990 betreffend die Schaffung des öffentlichen Schifffahrtsregisters Luxemburgs muss jedes Schiff, welches in Luxemburg zugelassen und im öffentlichen Schifffahrtsregister eingetragen ist durch die Schifffahrtsflagge gekennzeichnet sein. Weiters ist das Beflaggen eines Schiffes ohne Zulassungszertifikat explizit verboten.
In der zivilen Luftfahrt ist es üblich, die Flagge des Roude Léiw in rechteckiger Ausführung zusätzlich zum Luftfahrtkennzeichen anzubringen.

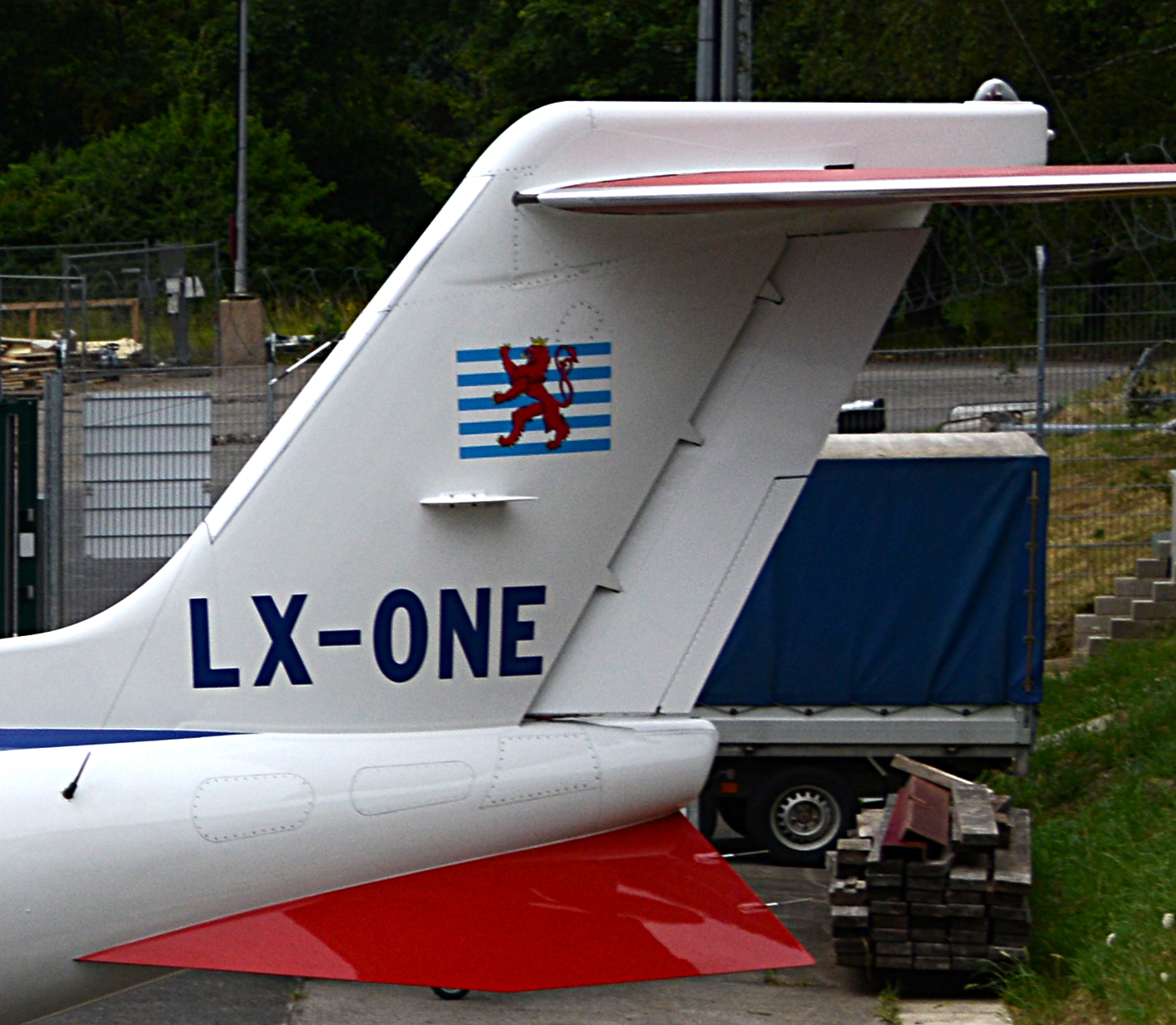
Luxemburgisches ziviles Luftfahrtkennzeichen
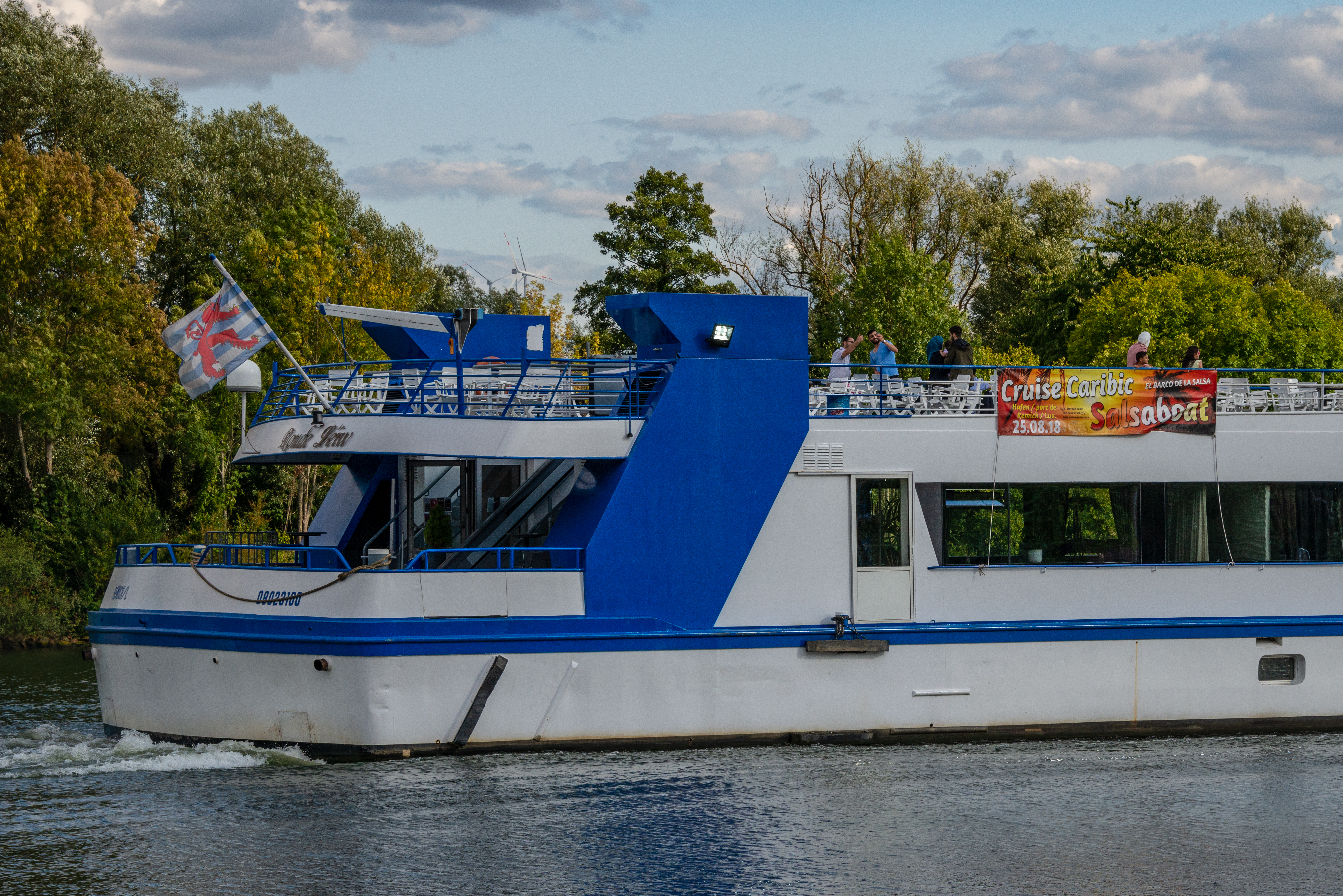
Schiff unter luxemburgischer Flagge
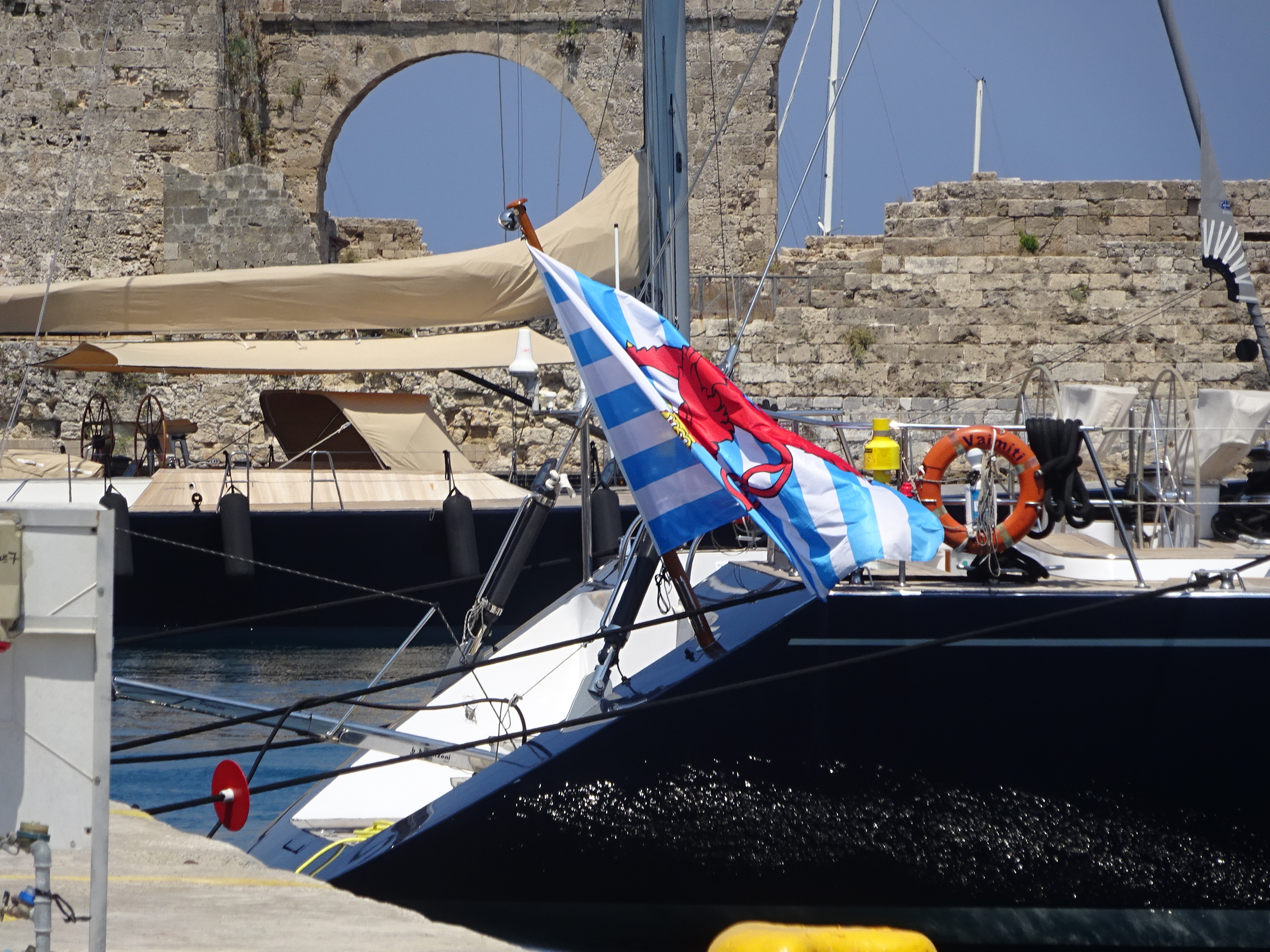

### Militär
Der Roude Léiw ist auch Teil der Insignien der Luxemburger Armee. Diese sind festgelegt in der Großherzoglichen Verordnung vom 15. Februar 1982 betreffend die militärischen Embleme. Die Flagge der Armee besteht aus einem Stoffbanner im Verhältnis 1:1, wovon eine Seite der Roude Léiw ziert, und die andere Seite das gekrönte Monogramm des regierenden Monarchen.
Die Kokarde der militärischen Luftfahrt besteht aus einer kreisförmigen Ausführung des Roude Léiw. Die Kokarde ist an allen Luftfahrzeugen der Luxemburger Armee angebracht. Außerdem findet man die Kokarde auf den AWACS Einsatzflugzeugen der NATO-Flotte, welche alle in Luxemburg registriert sind.
Darüber hinaus ist der Roude Léiw Teil weiterer Militärkennzeichnungen, beispielsweise auf Autokennzeichen oder Uniformen.

Kokarde der Luxemburger Armee
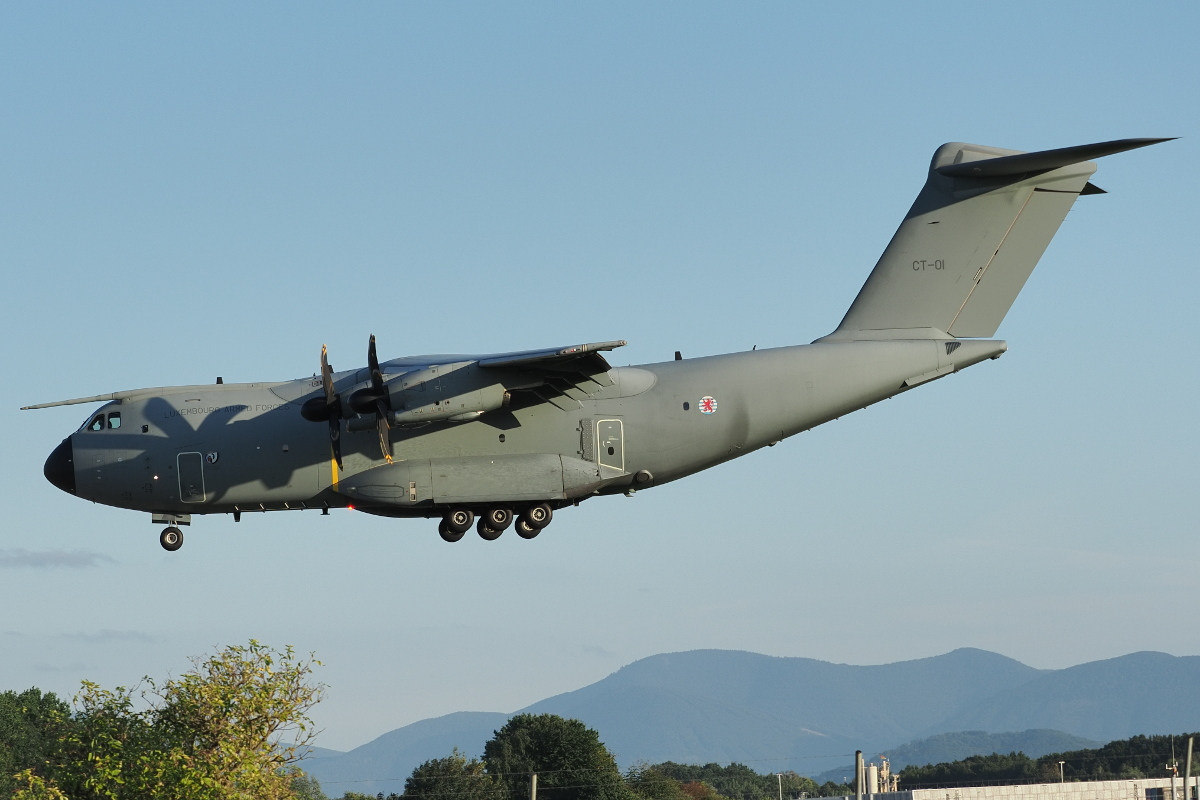
Kokarde auf Airbus A400M der Luxemburger Armee
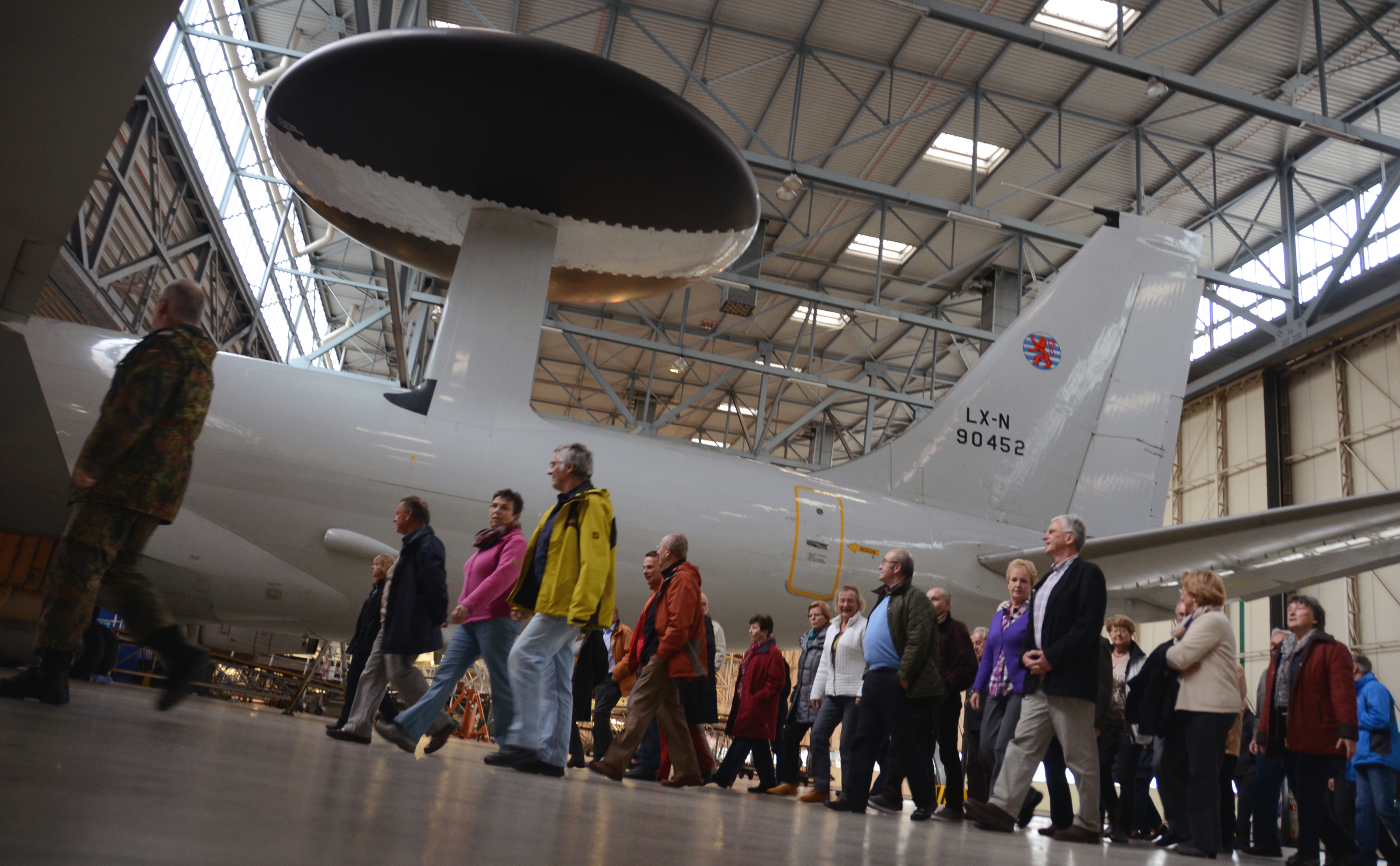
Kokarde auf AWACS-Flugzeug der NATO
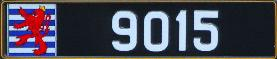
Luxemburgisches Militärkennzeichen

### Logos
Das Motiv des roten Löwen als Symbol für Luxemburg wird oft als Logo für diverse Zwecke genutzt, welche im Zusammenhang mit Luxemburg stehen.
So ist der rote Löwe Teil der Corporate identity der Luxemburger Regierung, z. B. im Logo von Ministerien. Auch findet der Löwe sich in abgewandelter Form im Logo diverser öffentlicher Einrichtungen wieder, wie beispielsweise der Großherzoglichen Polizei oder des Großherzoglichen Feuerwehr und Rettungscorps.
Auch private Unternehmen nutzen das Motiv gerne um die Verbraucher auf eine Verbindung zu Luxemburg aufmerksam zu machen, gerade wenn das Produkt lokal hergestellt wurde oder einen starken Bezug zu Luxemburg hat.

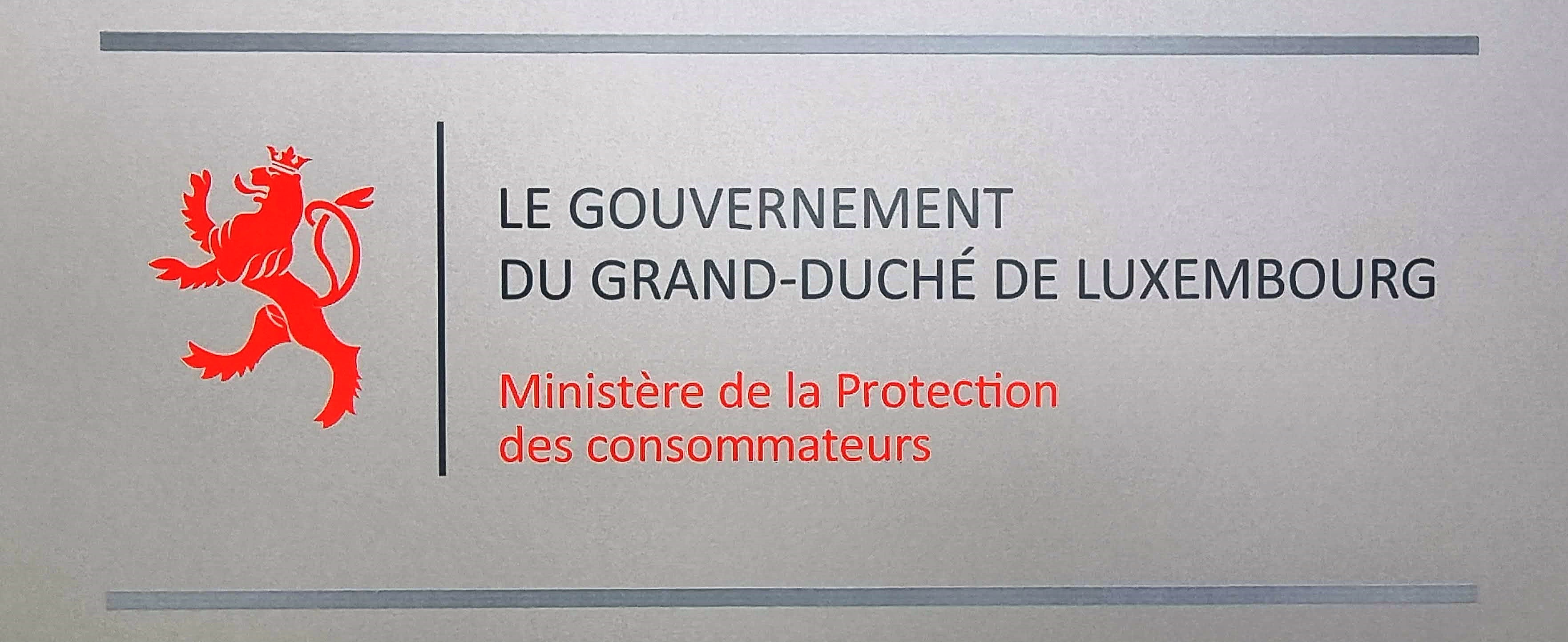
Corporate identity der Luxemburger Regierung
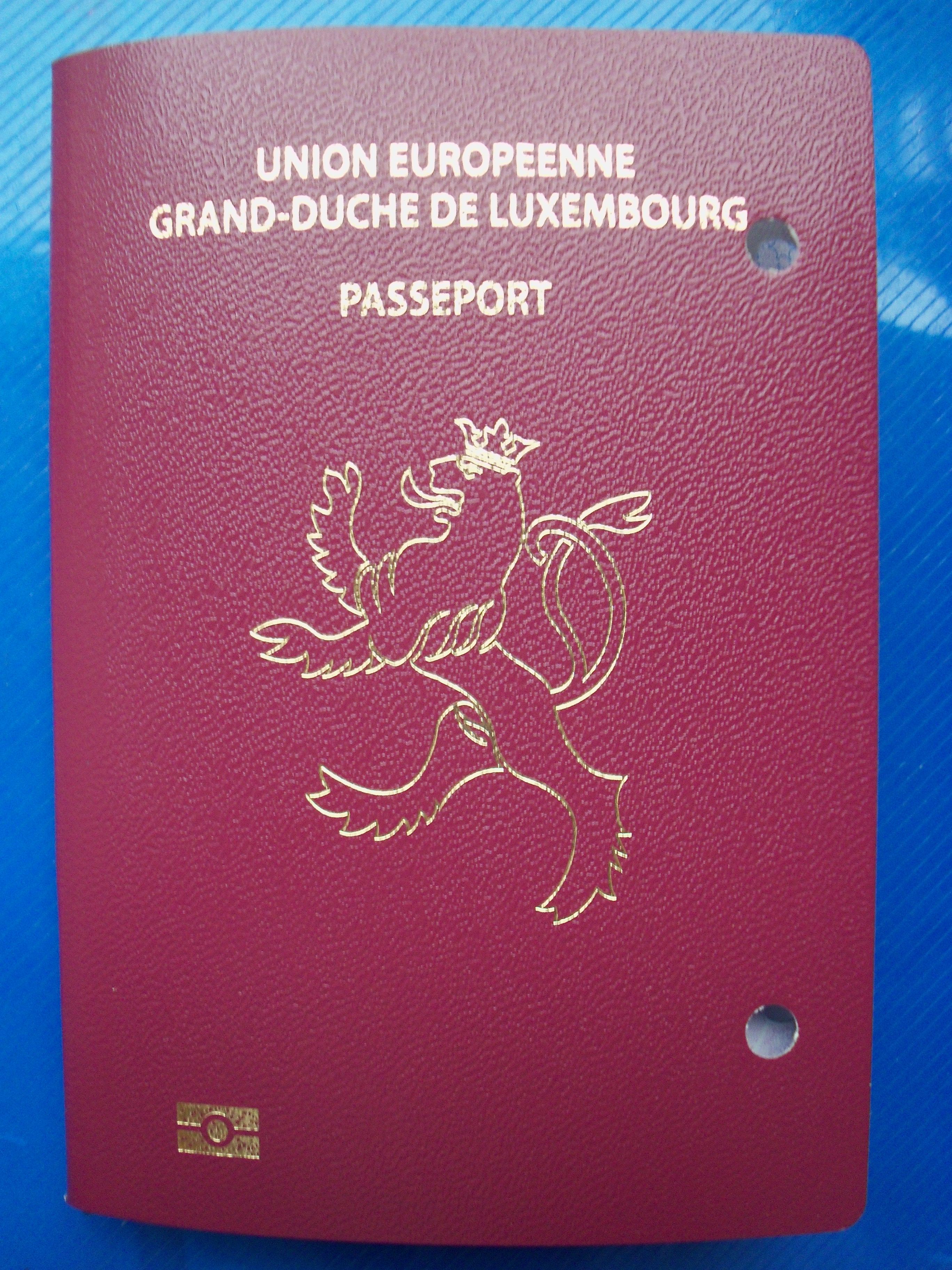
Luxemburger Reisepass
Logo der Großherzoglichen Polizei
Logo des Großherzoglichen Feuer- und Rettungscorps
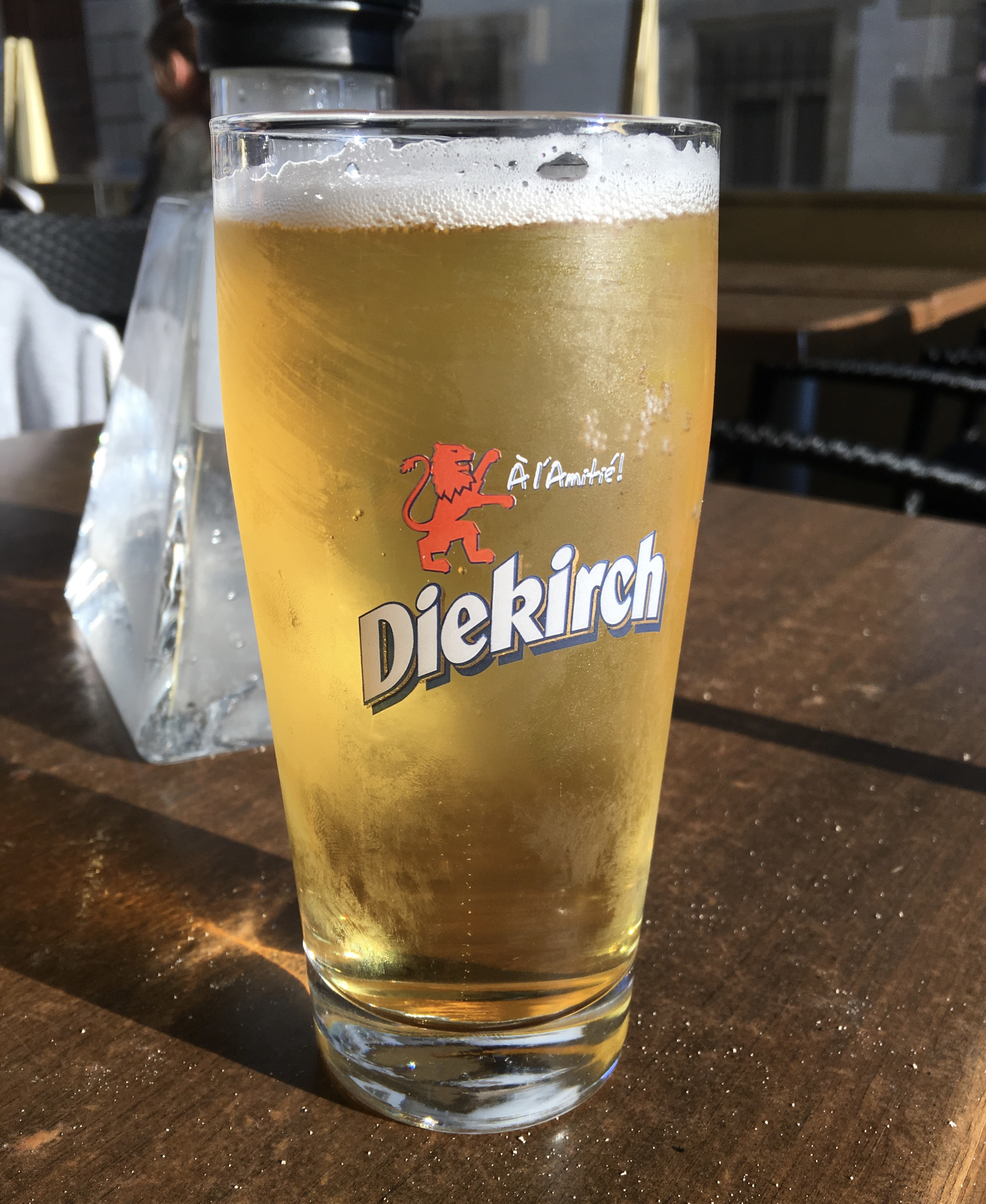
Logo einer luxemburgischen Biermarke
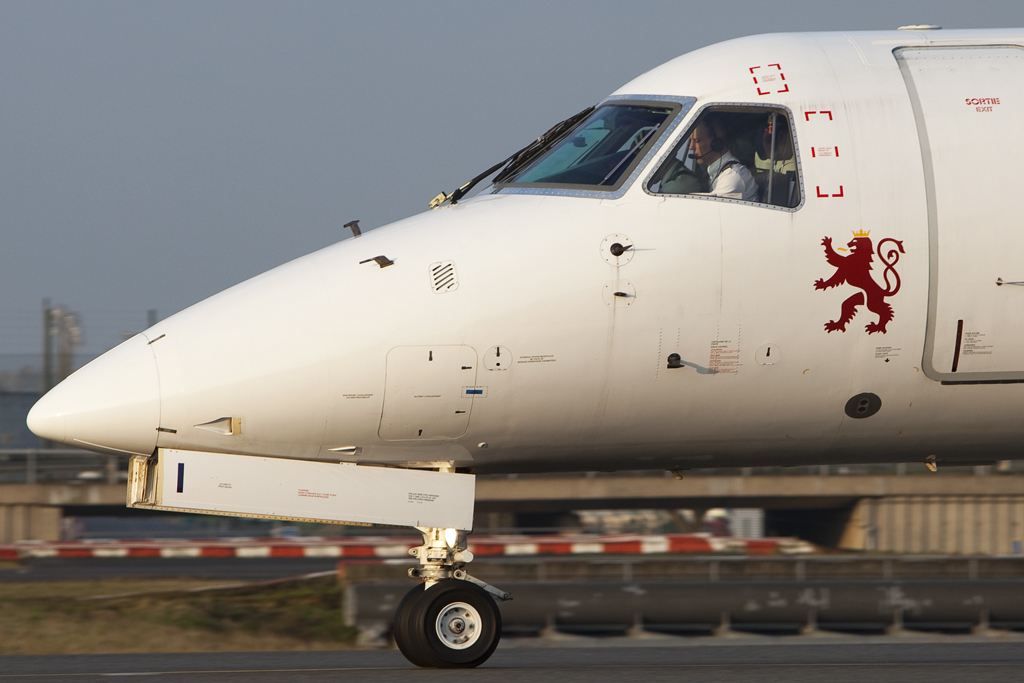
Teil der Corporate identity der Luxemburger Fluggesellschaft Luxair

### Informelle Nutzung
Bei patriotischen Veranstaltungen, wie etwa dem Nationalfeiertag Groussherzogsgebuertsdag oder bei Sport- und Musikevents wird der Roude Léiw auch von Privatpersonen gerne genutzt, um Luxemburg zu repräsentieren.
Gerade bei internationalen Veranstaltungen wird der Roude Léiw dabei oft der Trikolore vorgezogen, auch hier mit der Absicht einer Verwechslung mit den Niederlanden zu entgehen.

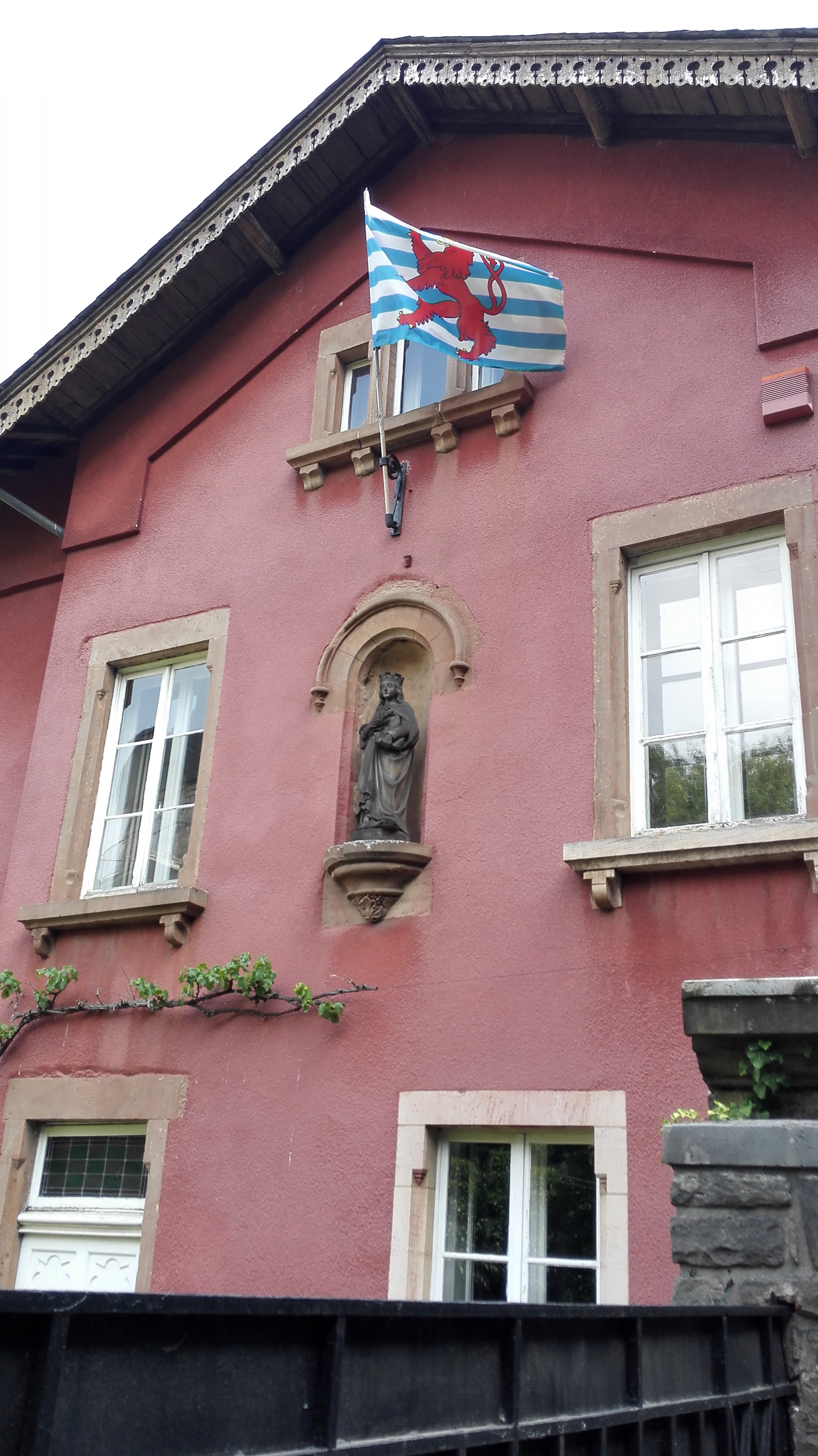
Roude Léiw an einem Privathaus
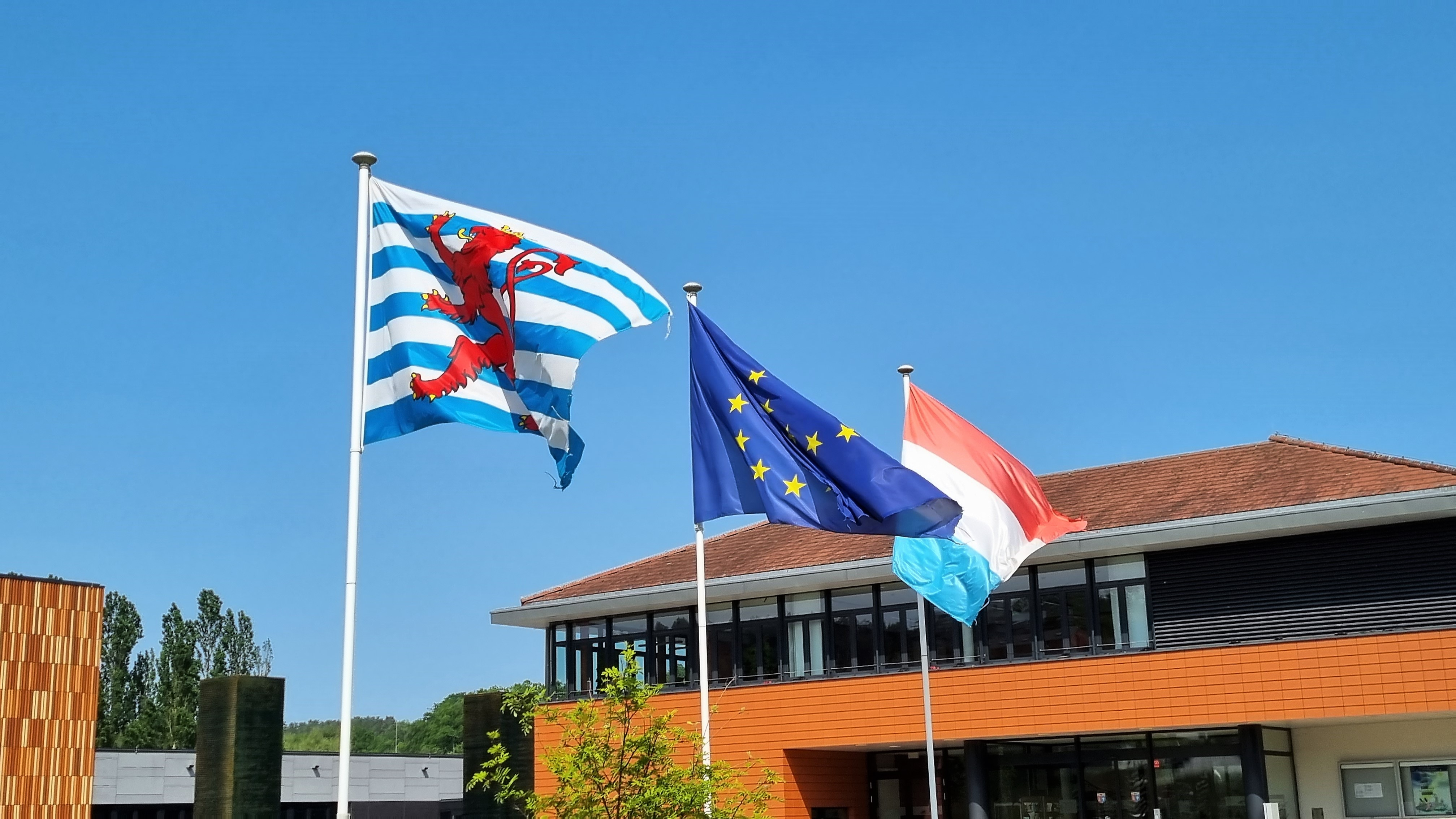
Roude Léiw neben Trikolore und Europaflagge
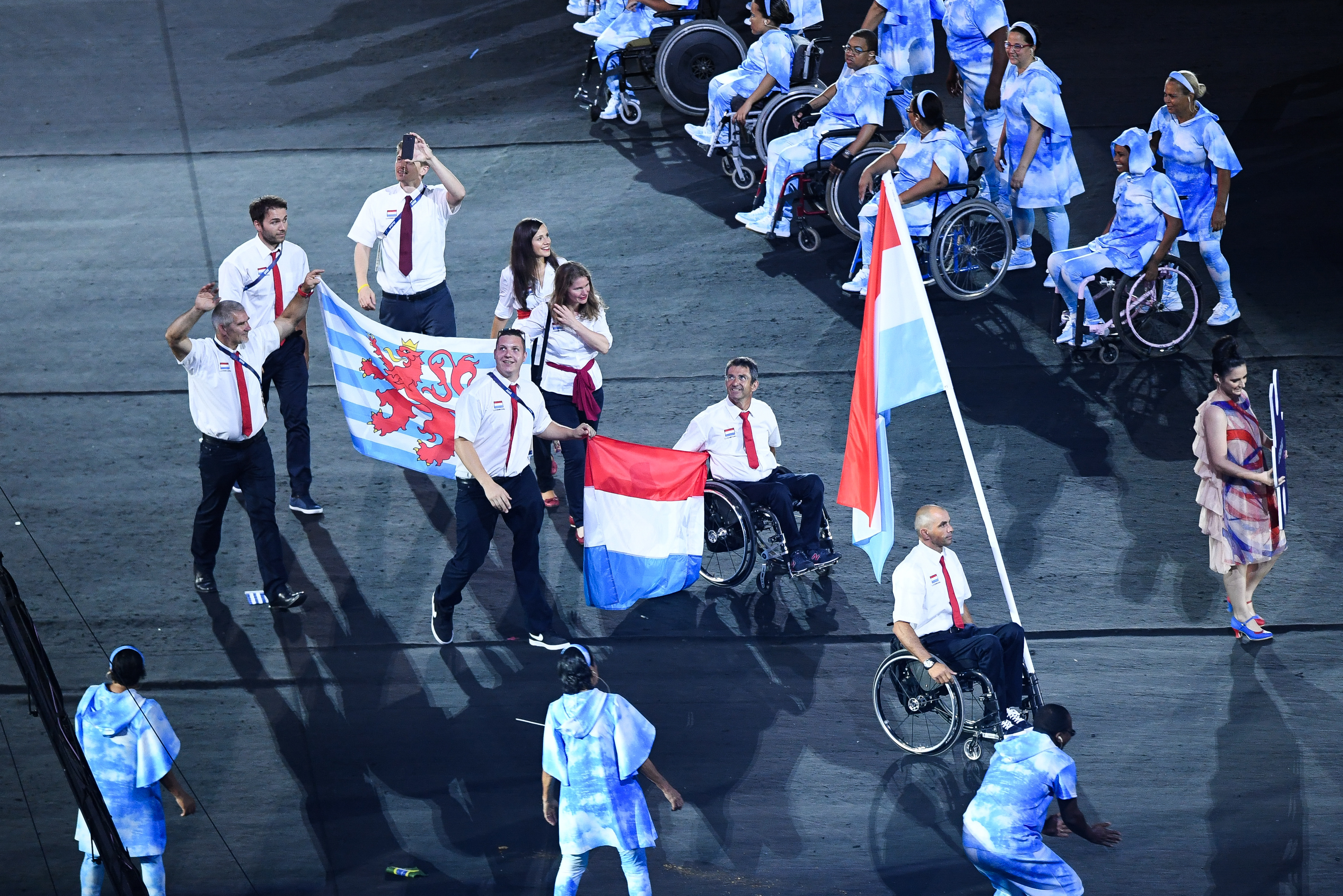
Luxemburger Delegation bei einer Sportveranstaltung

## Geschichte

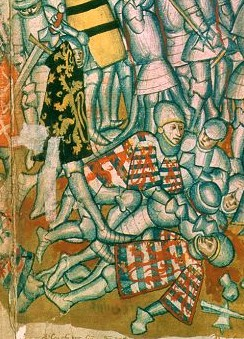
Mitglieder des Hauses Luxemburg bei der Schlacht von Worringen (1288)

### Ursprung
Die Flagge ist abgeleitet vom Wappen Luxemburgs, dessen Ursprünge bis ins 13. Jahrhundert zurückgehen als Wappen des Hauses von Luxemburg.
Der erste Herrscher des Hauses Luxemburg, dem die Nutzung des Wappens nachgewiesen werden kann, ist der Graf Heinrich V. von Luxemburg (1216–1281). Seit dem 13. Jahrhundert blieb das Aussehen des Wappens weitestgehend unverändert.
Anschließend diente das Motiv als Wappen und Standarte der Grafen, und später der Herzöge von Luxemburg.

### Gesetzliche Grundlage
1972 wurde die Flagge per Gesetz zur Luft- und Schifffahrtsflagge ("pavillon de la batellerie et de l'aviation") des Großherzogtums Luxemburg deklariert, und ist damit seither ein offizielles Staatssymbol.
Das Aussehen der Flagge ist festgeschrieben in Artikel 4 vom Gesetz vom 23. Juni 1972 betreffend die nationalen Symbole.

„Art. 4.

Le pavillon de la batellerie et de l'aviation se compose d'une laize de tissus aux proportions de 7 à 5 comportant un burelé d'argent et d'azur de dix pièces au lion rampant de gueules, orienté vers la hampe, couronné, armé et lampassé d'or, la queue fourchue et passée en sautoir. La description du revers correspond à celle de l'avers.“

Das Gesetz definiert die Flagge als Stoffbanner im Verhältnis sieben zu fünf. Es besteht aus zehn horizontalen Streifen aus abwechselnd blau und weiß. Darübergelegt ist ein roter Löwe in Angriffsstellung mit zweigespaltenem Schwanz, zur heraldischen Rechten schauend. Der Löwe ist golden gekrönt und bewehrt, mit goldener Zunge. Die Rückseite der Flagge entspricht der gleichen Beschreibung.
Die Farbgebung wird festgelegt durch Artikel 2 der Großherzoglichen Verordnung vom 27. Juli 1993 betreffend die Farbtöne der Nationalflagge und der Schiff- und Luftfahrtsflagge.

„Art. 2.

Les couleurs du pavillon de la batellerie et de l'aviation sont définies de la façon suivante:
•le rouge correspond à la norme Pantone 032C, le bleu à la norme Pantone 299C et le jaune à la norme Pantone 116C.“

Die Farbtöne werden durch das Pantone Schema definiert als Rot Pantone 032C, Blau Pantone 299C und Gelb Pantone 116C.
| Schema  | Rot  | Blau | Gelb |
| ------- | ---- | ---- | ---- |
| Pantone | 032C | 299C | 116C |

### Initiative zur Einführung desRoude Léiwals Nationalflagge im Jahre 2006
Am 5. Oktober 2006 hat der CSV-Abgeordnete Michel Wolter den Gesetzesentwurf Nr. 5617 in das Parlament eingebracht. Der Gesetzesentwurf sah vor, die Trikolore mit dem Roude Léiw als Nationalflagge zu ersetzen. Wolters Hauptargument war, dass die Trikolore aufgrund der Ähnlichkeit mit der Flagge der Niederlande auf internationalem Niveau zu einer Großen Verwechslungsgefahr führe. So würde die Flagge Luxemburgs im internationalen Kontext oft nicht als solche erkannt.
Weiters argumentierte Wolter, dass der Roude Léiw einen viel größeren historischen Wert habe im Gegensatz zur Trikolore, welche erst während der belgischen Revolution entstand.
Als Reaktion auf Wolters Vorstoß gab es eine aufgeheizte Debatte über das Thema in der Gesellschaft und den nationalen Medien.

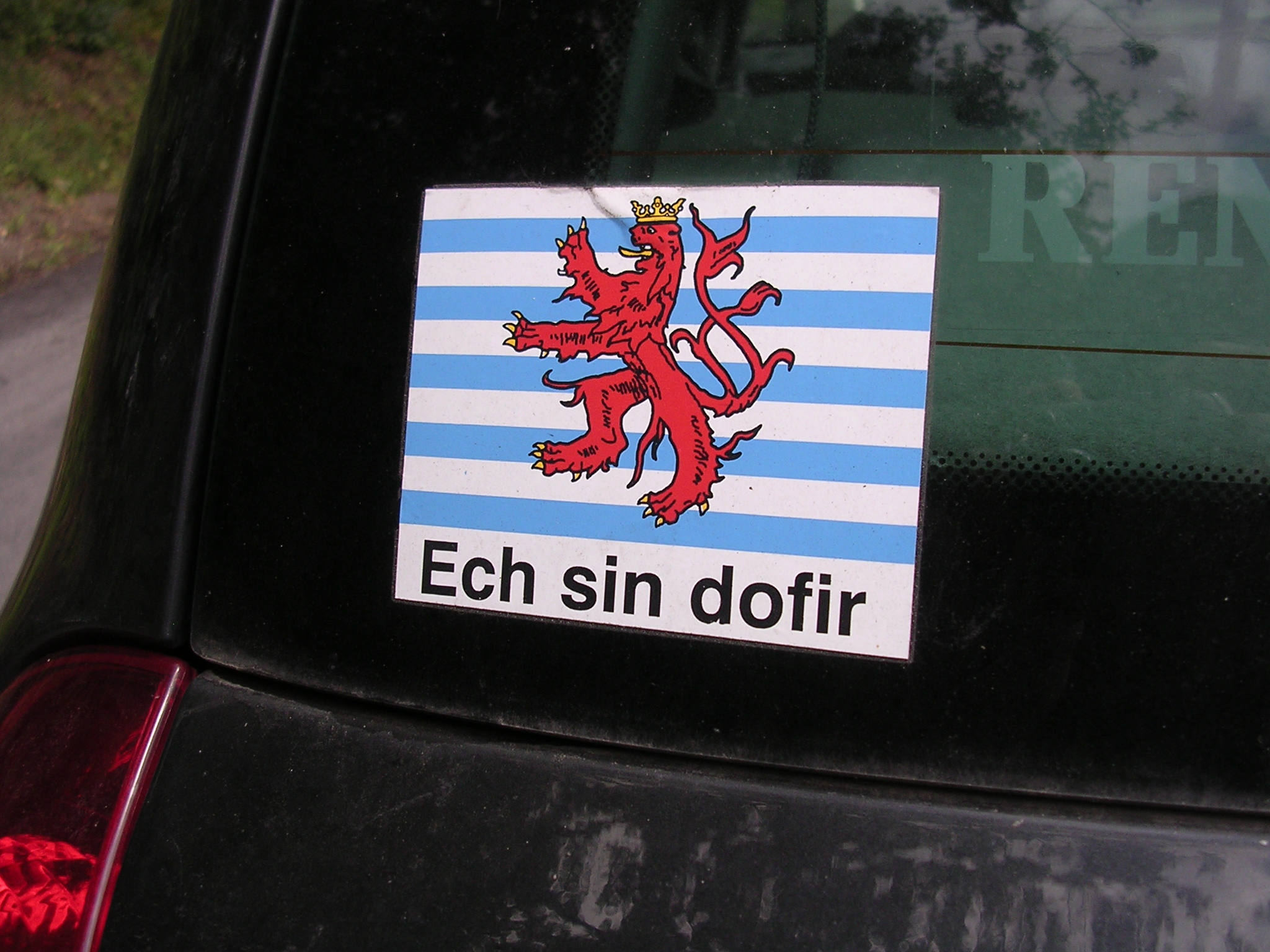
Aufkleber der Initiativ Roude Léiw

Kurz nach der Einbringung des Gesetzesvorschlags vereinten sich Unterstützer der Änderung unter dem Namen "Initiativ Roude Léiw" (Initiative Roter Löwe). Eine Werbekampagne mit dem Slogan "Ech sin dofir" ("Ich bin dafür") wurde ins Leben gerufen mit der Verteilung von 60'000 Aufklebern, und dem Sammeln von Unterschriften in einer Onlinepetition. Am 12. Februar 2007 veröffentlichte de Initiativ Roude Léiw eine Stellungnahme auf ihrer Website in welcher verkündet wurde, dass eine Liste mit 26'500 Unterschriften für eine Änderung der Nationalflagge der Abgeordnetenkammer überreicht wurde.
Die Bewegung wurde offen kritisiert wegen eines Mangels an Transparenz bezüglich der Mitglieder und der Finanzierung, wovon viele Details nie veröffentlicht wurden. Obwohl die Organisation sich als unpolitisch bezeichnete, wurde über Verbindungen zu Wolter und seiner Partei CSV spekuliert. Diese Spekulationen werden untermauert durch den Fakt, dass die Administratorenrechte der Website laut der Bewegung am 15. April 2009 an Wolter übergingen.
Gegner der Initiative bildeten Gegenbewegungen wie beispielsweise die "Initiativ Rout-Wäiss-Blo" ("Initiative Rot-Weiß-Blau"), welche zum Ziel hatten den status-quo zu erhalten. Eine Onlinepetition der Bewegung hatte bis zum 9. Oktober 2009 1'446 Unterschriften gesammelt. Die Website der Initiativ Rout-Wäiss-Blo nannte Folgende Argumente gegen eine Änderung der Nationalflagge:
- Der Roude Léiw hat bereits einen offiziellen Status als Luft- und Schifffahrtsflagge. Jeder der Luxemburg an patriotischen Veranstaltungen (z. B. Groussherzogsgebuertsdag oder Sportveranstaltungen) damit repräsentieren möchte kann dies jetzt schon tun, ohne dass dafür eine Änderung der Nationalflagge notwendig wäre.
- Der Löwe und Sprüche wie "Roude Léiw huel se!" ("Roter Löwe schnapp sie dir!") seien kämpferische Symbole und könnten nationalistische Gefühle provozieren. Deshalb seien sie als Nationalflagge unangebracht.
- Flaggen mit der Abbildung von Wappen werden oft für Provinzen und Lokaleinheiten verwendet (z. B. Saarland) und seien daher unpassend als Nationalflagge.
- Die Einführung des Roude Léiw als Nationalflagge würde keineswegs die Verwechslungsgefahr aus dem Weg räumen, da andere Körperschaften bereits Flaggen mit ähnlichem Motiv benutzen (z. B. die belgische Provinz Luxemburg, oder die belgische Gemeinde Grâce-Hollogne)
- Auch andere Länder haben ähnliche Nationalflaggen, ohne dass dies ein großes Problem darstelle. (Tschad und Rumänien oder Indonesien und Monaco)
- Die Trikolore mit ihrem Ursprung in der Belgischen Revolution stehe für progressive Werte wie Freiheit und Gleichheit. Sie sei daher besser geeignet für die Repräsentation eines demokratischen Staates als der Roude Léiw, welcher laut dieser Logik die feudalen Werte des Mittelalters verkörpere.
- Eine Nationalflagge müsse einfach zu vervielfältigen sein, was beim Roude Léiw nicht der Fall ist.

Ein nicht unerheblicher Teil der Bevölkerung hingegen fand die Diskussion überflüssig und stellte die Sinnhaftigkeit der Änderung in Frage. Dies führte zur Bildung von Satirebewegungen, welche mit sarkastischen Aktionen zur öffentlichen Diskussion beitrugen, wie z. B. die "Initiativ Rosa Rouden Panther" ("Initiative rosaroter Panther") oder die "Initiativ Schwaarzt Rëndvéi" ("Initiative schwarzes Rindvieh")
Die Initiativ schwaarzt Rëndvéi war hierbei mit Abstand die populärste Satirebewegung und setzte sich angeblich ein für die Einführung einer Nationalflagge auf welcher ein schwarzes Kalb abgebildet sei. Das schwarze Kalb ist dabei eine Anspielung auf Michel Wolter, dessen Partei CSV traditionell schwarz als Parteifarbe trägt.
Eine Werbekampagne nach dem Vorbild der Initiativ Roude Léiw wurde ins Leben gerufen, mit der Vergabe von Aufklebern mit der Aufschrift "Ech sinn dofir – hu soss keng Péng" ("Ich bin dafür – Ich hab keine anderen Probleme") Eine Onlinepetition der Bewegung sammelte bis zum 9. Juni 2007 868 Unterschriften.

#### Politische Reaktionen
Ein Großteil der Parlamentsabgeordneten, einschließlich Wolters eigener Parteileute, nahmen dem Thema gegenüber eine gleichgültige Stellung ein. Viele stellten die Vorteile einer solchen Änderung offen in Frage, und meinten, dass das Thema im aktuellen politischen Umfeld keine sonderlich hohe Priorität habe.
In einer Stellungnahme am 8. April 2008 teilte der Staatsrat diese Ansichten und hat die Überflüssigkeit des Projektes kritisiert, stellenweise mit ironischen Bemerkungen. Der Gesetzesentwurf wurde von mehreren parlamentarischen Kommissionen geprüft, und schlussendlich vom Regierungsrat verworfen.
Am 23. November 2009 brachte Premierminister Jean-Claude Juncker den Gesetzesentwurf Nr. 6087 ins Parlament ein. Dieser sah als Kompromisslösung eine Gleichstellung der beiden Flaggen auf dem Staatsgebiet Luxemburgs vor.
Am 23. März 2010 veröffentlichte der Staatsrat seine Bewertung des Gesetzes und erklärte, dass der Rat "nicht überzeugt sei von der Notwendigkeit einer zweiten Nationalflagge", und dass das Fehlen von klaren Richtlinien über die Nutzung der beiden Flaggen "zu einer Situation der Unsicherheit führe wo der Staatsrat keine Lösung sieht welche nicht in Lächerlichkeit enden würde."
Auch dieser Gesetzesvorschlag wurde schlussendlich im Jahre 2017 vom Kabinett Bettel-Schneider zurückgezogen.